# Portico degli Dei Consenti
Il Portico degli Dei Consenti (in latino Porticus deorum consentium) è un portico situato nel Foro Romano, nei pressi del Tabularium.

## Storia
Varrone ricorda come nel Foro erano erette dodici statue di dei consentes, sei dei e sei dee, versione romana dei dodekatheon ("dodici dei") greci. A Roma gli accoppiamenti erano Giove-Giunone, Nettuno-Minerva, Apollo-Diana, Marte-Venere, Vulcano-Vesta, Mercurio-Cerere.
Molto probabilmente era in sei di questi ambienti che, a due a due, erano ospitate le statue delle quali parla Varrone. A conferma di ciò venne rinvenuta anche l'iscrizione incisa sull'architrave, con la dedica agli Dei Consenti dal praefectus urbi Vettio Agorio Pretestato in occasione del restauro del 367, l'ultimo intervento pubblico in Roma riguardante il culto degli antichi dei; la dedica riporta (CIL VI, 102):
[V]ettius Praetextatus, v(ir) c(larissimus), pra[efectus u]rbi [reposuit]

curante Longeio [— v(ir) (clarissimus, c]onsul[ari]»
Il portico venne costruito probabilmente nel III o II secolo a.C., ma la sua forma attuale risale probabilmente ad una ricostruzione dell'epoca flavia.
Con il restauro del 367 si era voluto lasciare una testimonianza in favore del paganesimo in un'epoca in cui il cristianesimo era ormai dominante.
Nel 1832 Antonio Nibby riscopre, liberandola dalle macerie che l'ostruivano, la costruzione posta tre le pendici del Campidoglio e il tempio di Saturno; si trattava di un edificio inconsueto, con otto vani con pareti in mattoni disposti lungo due lati, a angolo ottuso, preceduto dai resti di un portico colonnato. Solo due anni dopo, nel 1834, il Nibby, grazie al ritrovamento di una iscrizione latina, attribuirà l'edificio agli Dei Consenti.
Ai lavori di Nibby, che libera l'area e alza le prime colonne, seguono i restauri nel 1858 voluti da Papa Pio IX, durante i quali le colonne mancanti sono sostituite con fusti di travertino, ma l'aspetto attuale è conseguenza dei lavori del 1943-44 diretti da Antonio Muñoz.

## Descrizione

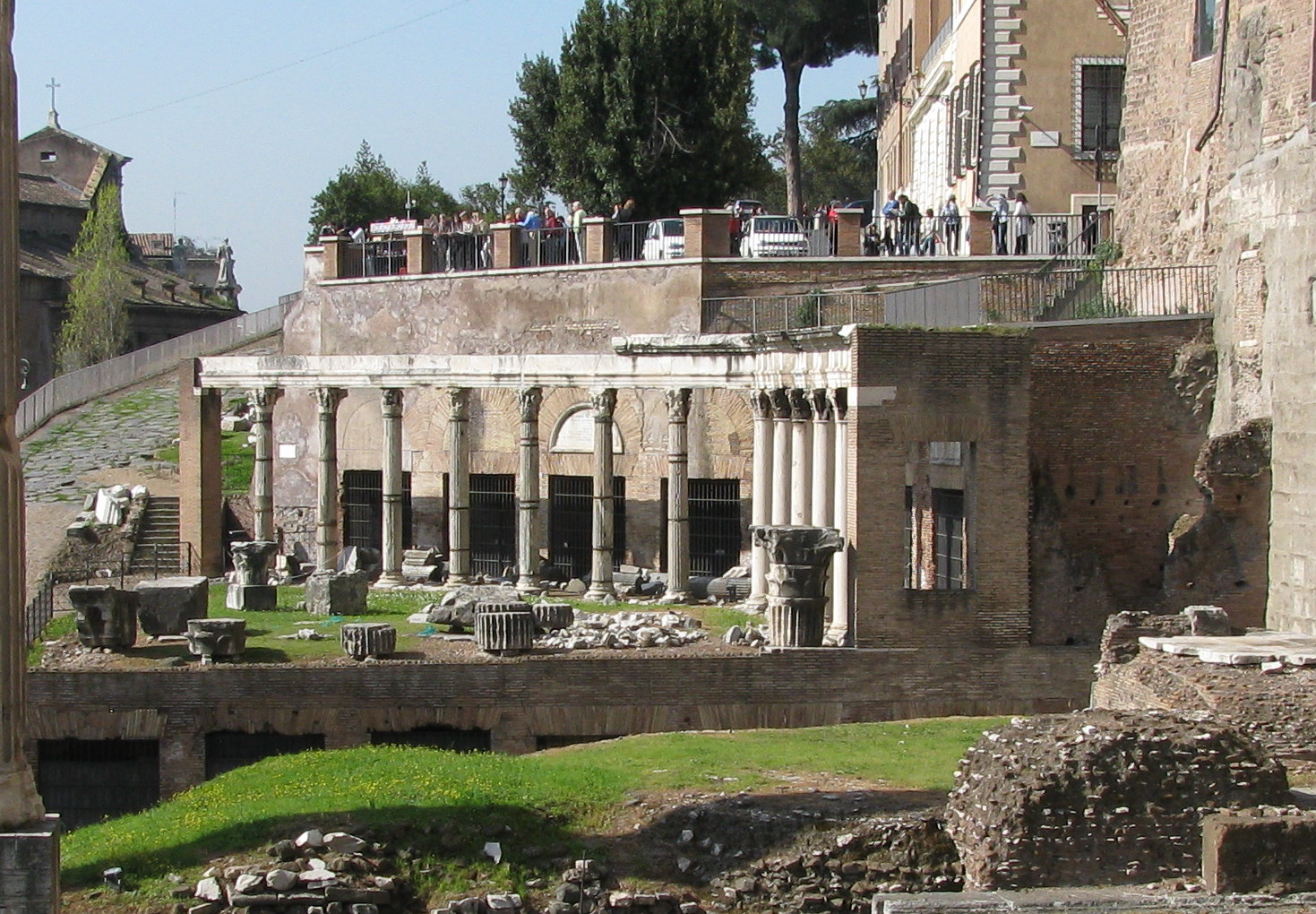
Portico degli Dei Consenti e, sulla sinistra, il clivus capitolinus

Il portico è formato da due ali di colonne in stile corinzio congiungentisi ad angolo ottuso che sorreggono un architrave. Alle  spalle del portico, incassate nel rialzo dove esso poggia, vi sono sette celle, probabilmente tabernae.
Le colonne di cipollino hanno le baccellature riempite con bastoncini, le liste tra le baccellature sono ornate similmente. I capitelli hanno trofei sui lati: l'esemplare meglio conservato si trova nel Tabulario Capitolino. Almeno le taverne, l'architrave e i capitelli appartengono alla ricostruzione di età flavia, nonostante l'iscrizione del IV secolo.

### Fonti primarie
- Marco Terenzio Varrone, De re rustica I,4

### Fonti secondarie
- Christian Hülsen, Il Foro Romano - Storia e Monumenti, Ermanno Loescher & Co, 1905, pp. 74-75, citato da Lacus Curtius
- Roma, collana L'Italia, Touring Editore, Milano, 2004, p. 460.
- Paola d'Orsi , "Roma: Pantheon, Portico degli Dei Consenti, Colosseo. Tre monumenti antichi restaurati a metà Ottocento", in “Ricerche di Storia dell’Arte” n. 52, pp.72-77. 1994